# К'ак'упакаль К'авііль
К'ак'упакаль К'авііль' (д/н — між 890 та 897) — ахав (цар) Вук-Йабналя від бл. 872 до бл. 890 року. Ім'я з мови мая перекладається як «Вогонь є ознакою К'авііля».

## Життєпис

### Боротьба за владу
Походив з впливового знатного роду. Син Чок-Ва'хаба та Іш-К'аям-К'ук’, яка, напевне, була родичкою якогось царського роду або династії священних кокоомів, що фактично мали статус царів. На той час Вух-Йабналя (тодішня назва Чичен-Іци) перебував в залежності від царства Талол.
Ймовірно завдяки родинним зв'язкам десь в середині 860-х років К'ак'упакаль К'авііль обійняв важливу посаду ачлеваах («той, що розкладає тамалі» — пиріжки з кукурудзяного борошна, можливий переклад «володар хлібної округи»). Напевне, відповідав за зберігання та роздачу харчів. Згодом зумів надати цій посаді також політичної ваги. Вважається, що вперше згадано в день 10.1.15.3.6 (листопад 864 року).
На підтвердження своїх владних амбіцій К'ак'упакаль К'авііль у вересні 869 році провів у культовій будівлі «Каса Колорада» («Червоному Будинку») обряд висвердлювання священного вогню для богів, а потім здійснив заклинання богів біля Священного сенота. Цим взяв частково на себе обов'язки жерця. В цей час К'ак'упакаль К'авііль прийняв титул священного ачлевааха, що підкреслювало його новий статус.
У квітні 870 року супроводжував К'ініч-Хуун-Пік-Ток'а, калоомте Талола, під час церемонії заклинання богів у містечку Халакаль. У 872 році К'ак'упакаль К'авііль разом зі священним кокоомом Яхаваль-Чок'ак'ом брав участь у церемонії добування вогню в Каса Колорада, яку проводив володар Талола.
На цей період К'ак'упакаль К'авііль поділяв владу над містом разом зі священним кокоомом Яхаваль-Чок'ак'ом та своїм братом К'ініль-Кополєм, який носив титул ачлевааха. Братів підтримала впливова мати Іш-К'аям-К'ук’.
Того ж 872 року відбувається конфлікт між К'ак'упакаль К'авіілєм та його сюзереном К'ініч-Хуун-Пік-Ток'ом. Вважається, що той час перший відчув свою міць й вирішив скинути залежність рідного міста від Талола. При цьому невідомо про допомогу К'ак'упакаль К'авіілю з боку священного кокоома. Ймовірна війна була вдалою для Вух-Йабналя, оскільки після цього на його написах не згадується про Талол, а в столиці останнього Ек-Баламі починається частковий занепад.

### Правління
У 874 році укладається союз з невеличкими державами Йула та Калькехток’. Слідом за цим К'ак'упакаль К'авііль послідовно виступив проти держав зі столицями у містах Чаканпутун і Ісамаль. При цьому союзником Вух-Йабналя стало царство Цаб (столицю Ц'ілам-Гонсалес). Останнє завдало поразки іншому ворогові — Ічкантихо’.
Після цих успіхів К'ак'упакаль К'авііль приймає титул священного володаря (к'ухуль ахава), що підтверджується написом На Одвірку 5 на будівлі «Лас-Монхас» («Жіночий монастир»), де його названо священним володарем і священним ачлеваахом. Можливо, це відбулося близько 880 року, коли напевне помер священний кокоом. Приблизно в середині 880-х років завдав рішучої поразки царству Ік'.
Наприкінці 880-х років ситуація навколо держави К'ак'упакаль К'авііля погіршується, що дослідники пов'язують з рухом низки племен, зокрема іца, в напрямку Юкатана. Водночас відбувається занепад значної кількості держав класичних мая. Це в свою чергу негативно позначається на економічному й торгівельному становищі Вух-Йабналя.
Напис на «Стелі Морлі» в Караколі повідомляє, що в 17 році «двадцятиріччя» 1 Ахав (885/886 р.) К'ак'упакаль К'авііль когось «закликав», а потім перераховує осіб з титулами владик, ймовірно, голів міських підрозділів або підлеглих селищ, які когось «супроводжували» разом зі своїми ідолами богів. Заключна частина повідомляє про участь у ритуалах, пов'язаних з вогнем, у 885/886 або 889/890 роках «Ах-Болон-К'авііль-Він-Таха, людини з народу Іца, Йоль Паса, людини з Канц'ікналя, і людини з Вакабтеєля» Тут вперше згадані іца стосовно до майбутньої Чичен-Іци.
За однією з версій священний ахав намагався залучити на свій бік якусь частину племені мая-іца у боротьбі з іншими ворогами (зовнішніми або внутрішніми). Втім зрештою цим скористалися самі іца, що повалили владу К'ак'упакаль К'авііля. Востаннє він згадується на пам'ятнику, форма якого для Вук-Йабналя незвичайна: на стелі 2 (890 рік). На замковому камені, що залишився від розореної могили, виявлена дата 10.3.8.14.4 (28 грудня 897 року), за припущенням, може бути датою смерті К'ак'упакаль К'авііля, проте достеменно це поки не підтверджено.

## Будівельна діяльність
Після зміцнення свого становища та розширення території держави, що дало необхідні кошти, К'ак'упакаль К'авііль розгорнув масштабне будівництво. Влітку 878 року була завершена споруда храму, присвяченого богам Яш-Печ-Кану і К'ук'ум-Яш-К'авіілю. У посвяті дата була записана відповідно до класичного «Довгого рахунку». Де саме перебував цей храм невідомо, оскільки в подальшому різьблений одвірок було перенесено до будівлі «Храм Початкової Серії».
У 879 році брат володаря — К'ініль-Кополь — завершив будівництво свого житла, так званого «Будинку з Трьома Одвірками». На початку 880 року було зведено найбільший палац, створений при К'ак'упакалі — так званого «Жіночого Монастиря», комплексу 70 м завдовжки і 35 м завширшки, прикрашеного 7 різьбленими одвірками.
Влітку 881 року зведено святилище родових богів К'ак'упакаля і його родини — «Будинок Чотирьох Одвірків», а в лютому 883 року проведена добудова «Жіночого монастиря».
Незважаючи на славу великого військовика, в своїх власних написах К'ак'упакаль К'авііль уникав войовничої риторики. Єдиний непрямий натяк на війну міститься в написі на одвірку 4 (881 рік) «Дому Чотирьох Одвірків», де описується ритуал «поновлення вогню для зброї зберігача дарів К'ак'упакаль К'авііля». В інших випадках тексти зосереджені на обрядовій та будівельній діяльності володаря.
З 884 року починається спорудження так званого «Караколя». Його було завершено приблизно 889 року. Це кругла будівля діаметром до 7 м, поставлена на дві широкі платформи, заввишки 20 м. Наділена спіральними сходами всередині. Цим доволі не схожа на споруди мая класичного періоду. Його спочатку визначили як астрономічну обсерваторію, оскільки дверні прорізи, вікна, кути платформ орієнтовані на точки щонайменше 20 важливих астрономічних явищ: місця сходу і заходу Сонця в сонцестояння і рівнодення, точки перших сходів Венери після невидимості і її максимальних вилучень від точки сходу Сонця (елонгацій). Втім, нині вважається, що Караколь схожий на будови Центральної Мексики, де їх зводили на честь бога Кецалькоатля-Еекатля, який також був божеством Венери.